# Charles Cathcart, 2. hrabě Cathcart
Charles Murray Cathcart, 2. hrabě Cathcart (Charles Cathcart, 2nd Earl Cathcart, 2nd Viscount Cathcart, 2nd Baron Greenock, 11th Baron Cathcart) (21. prosince 1783, Walton-on-the-Naze, Anglie – 16. července 1859, St Leonards-on-Sea, Anglie) byl britský generál a státník ze staré skotské šlechty. Jako syn Williama Cathcarta, vojevůdce a diplomata napoleonských válek, sloužil od mládí v armádě a vyznamenal se v bitvě u Waterloo. Později dosáhl generálských hodností a byl vrchním velitelem ve Skotsku (1837–1842). Jako dědic rodových titulů a statků byl po otci od roku 1843 členem Sněmovny lordů, kariéru završil jako generální guvernér Kanady (1845–1847).

## Kariéra
Pocházel ze starobylého skotského rodu Cathcartů, byl druhorozeným synem generála a diplomata 1. hraběte Cathcarta, po matce byl spřízněn s významným rodem Elliotů. Od roku 1800 sloužil v armádě a zúčastnil se napoleonských válek, vynikl především v tažení na Pyrenejském poloostrově. Již v roce 1810 byl podplukovníkem, později byl vyslán do Holandska, kde sloužil pod svým strýcem Thomasem Grahamem. Od roku 1814 jako dědic svého otce užíval titul lord Greenock. Vynikl v bitvě u Waterloo, kde pod ním padli tři koně. Byl povýšen na plukovníka, získal Řád lázně a ruský Řád sv. Vladimíra. Do roku 1823 zastával funkci zástupce generálního ubytovatele armády, později se usadil ve Skotsku. Mimo jiné se věnoval geologii a byl členem Královské společnosti v Edinburghu.
V roce 1830 byl povýšen na generálmajora a v letech 1837–1842 byl vrchním velitelem ve Skotsku a zároveň guvernérem Edinburghu. V roce 1841 dosáhl hodnosti generálporučíka a v roce 1843 po otci zdědil rodové tituly a vstoupil do Sněmovny lordů. Od listopadu 1845 do ledna 1847 byl generálním guvernérem v Kanadě, do roku 1849 zde setrval jako vrchní velitel. Po návratu do Británie byl v letech 1850–1855 vrchním velitelem v jižní a střední Anglii, poté odešel do výslužby. V roce 1854 dosáhl hodnosti generála a krátce před smrtí obdržel velkokříž Řádu lázně.

## Rodina
S manželkou Henriettou Mather (1801–1872) měl šest dětí, nejstarší syn Charles (1824–1825) zemřel v dětství, dědicem titulů byl druhorozený Alan Frederick Cathcart, 3. hrabě Cathcart (1828–1905), který v mládí sloužil v armádě a byl pobočníkem svého otce. Nejmladší syn Augustus Cathcart (1830–1914) dosáhl v armádě hodnosti plukovníka. Z mladších bratrů 2. hraběte Cathcarta vynikl plukovník Frederick Cathcart (1789–1865), který byl v letech 1824–1826 vyslancem u Německého spolku. Další bratr Sir George Cathcart (1794–1854) byl jako generál vrchním velitelem britské armády v krymské válce, kde také padl.